# Rue Auguste-Chapuis
La rue Auguste-Chapuis se situe à Paris dans le 20e arrondissement. 

## Situation et accès
Elle n'est pas ouverte à la circulation car fermée par un portail à chaque extrémité : un donne sur la rue Mendelssohn et l'autre sur la rue des Docteurs-Déjérine.

## Origine du nom

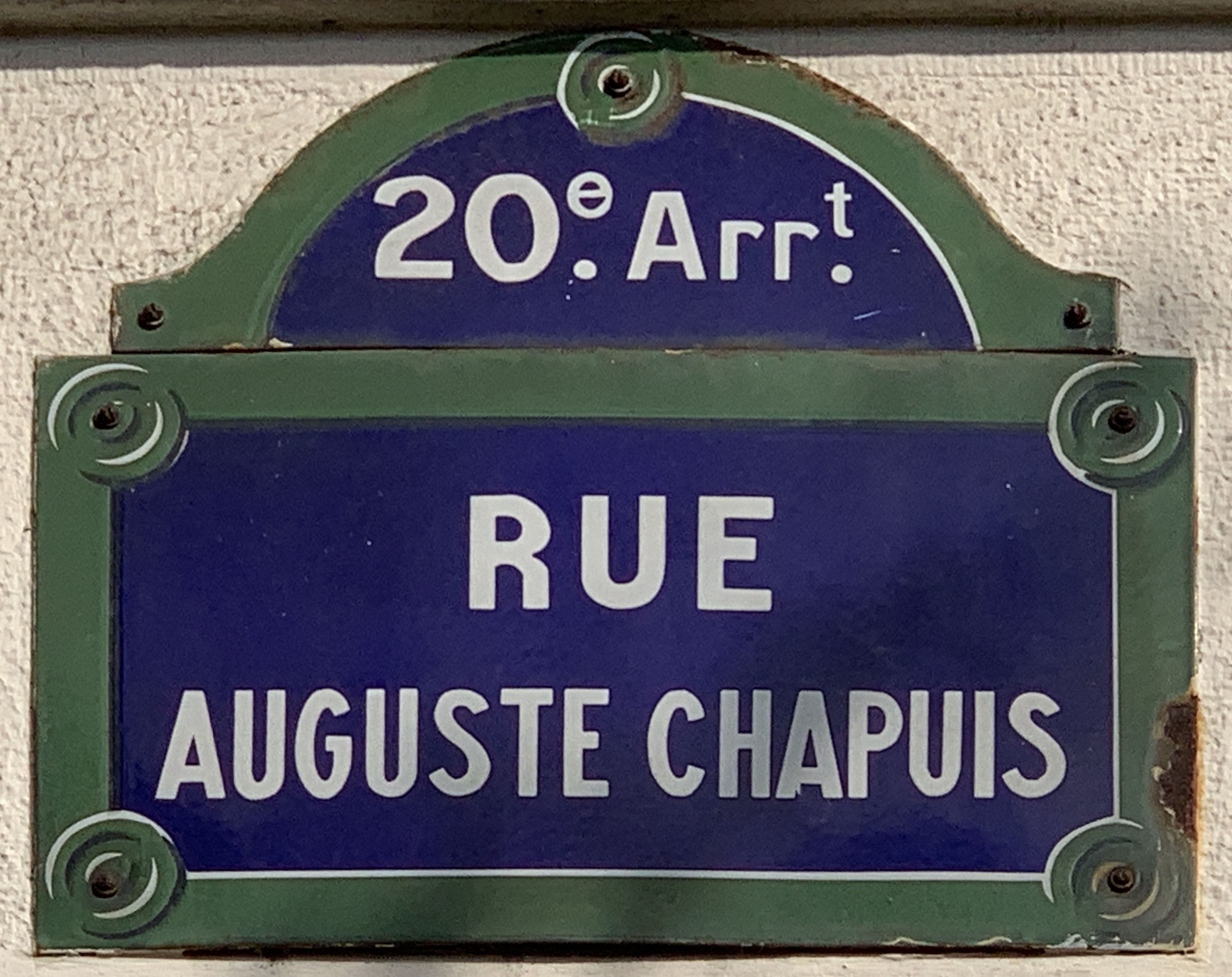
Plaque de la rue.

Cette voie est nommée d'après le compositeur français Auguste Chapuis (1858-1933).

## Historique
La rue a été ouverte en 1934 sur l'emplacement du bastion no 12 de l'enceinte de Thiers et a pris sa dénomination actuelle l'année suivante.